# Adam Papée
Adam Stanisław Papée, né le 23 juillet 1895 à Lemberg, est un escrimeur polonais pratiquant le sabre.

## Biographie
En 1958, Adam Papée est vice-président de l'union polonaise pour l'escrime.
Il est le maître d'armes de plusieurs escrimeurs polonais professionnels, parmi lesquels l'olympien Marian Sypniewski.

## Palmarès
- Jeux olympiques
  -  Médaille de bronze par équipes aux Jeux olympiques d'été de 1928 à Amsterdam[3]
  -  Médaille de bronze par équipes aux Jeux olympiques d'été de 1932 à Los Angeles[4]

- Championnats de Pologne
  -  Médaille d'or en individuel aux championnats de Pologne 1926
  -  Médaille d'or en individuel aux championnats de Pologne 1927
  -  Médaille d'or en individuel aux championnats de Pologne 1928
  -  Médaille d'or en individuel aux championnats de Pologne 1929
  -  Médaille d'or en individuel aux championnats de Pologne 1930
  -  Médaille d'or en individuel aux championnats de Pologne 1931
  -  Médaille d'or en individuel aux championnats de Pologne 1932